# Genetische Epistemologie
|                                                | Dieser Artikel wurde im Portal Geist und Gehirn zur Verbesserung eingetragen. Hilf mit, ihn zu bearbeiten, und beteilige dich an der Diskussion! |
| Vorlage:Portalhinweis/Wartung/Geist und Gehirn | |

Die genetische Epistemologie ist eine spezielle Form von Erkenntnistheorie, die von dem Biologen, Philosophen und Psychologen Jean Piaget (1896–1980) entwickelt wurde. Wie jede Erkenntnistheorie versucht sie, zu begründen, dass und wie Erkenntnis möglich ist. Anders als die philosophische Erkenntnistheorie mit ihren rational-logischen Argumenten begründet die genetische Epistemologie Erkenntnis allerdings dadurch, dass ihre Entwicklung rekonstruiert wird. Deswegen verwendet Piaget das Adjektiv „genetisch“ (von „Genese“, Entwicklung). Die genetische Untersuchung bezieht sich einerseits auf die Entwicklung des einzelnen Menschen (Ontogenese), andererseits auch die Entwicklung des Menschen als biologischer Art (Phylogenese) und schließlich auch auf die Geschichte von Wissenschaften. Piagets grundsätzliches Argument dafür, Erkenntnis aus ihrer Genese begründen zu können, ist, dass er Erkenntnis als eine wechselseitige Anpassung von Mensch und Umwelt versteht. Die genetische Epistemologie lehnt den Gegensatz von Geltung und Genese ab.
Aufgrund des Schwerpunkts auf der Entwicklung von Erkenntnis kann die genetische Epistemologie als wissenschaftlich und empirisch bezeichnet werden. Piaget ist besonders für seine zahlreichen Untersuchungen zum Denken von Kindern bekannt geworden, die er für die genetische Epistemologie durchgeführt hat. Die genetische Epistemologie hat allerdings keine nachhaltige Wirkung erfahren. Erkenntnistheorie wird heute eher wieder als eine Domäne der Philosophie und nicht als eine wissenschaftliche Frage verstanden.

## Definition
Piaget ist vor allem für seine entwicklungspsychologischen Untersuchungen des Denkens von Kindern und seine Theorie der kognitiven Entwicklung bekannt geworden. Diese dienten eigentlich aber dem Zweck, eine wissenschaftliche Erklärung von Erkenntnis, d. h. eine Erkenntnistheorie zu entwickeln: Er versuchte zu verstehen, wie Kinder wissenschaftliche Konzepte (z. B. Zahl oder Zeit) entwickeln. Parallel dazu untersuchte er – so weit möglich – die Entwicklung solcher Begriffe in der Entwicklungsgeschichte der Menschen und der Geschichte der Wissenschaften. Dabei interessierte er sich insbesondere für die Struktur der Begriffe. Das Wissen über die Entwicklung der Begriffe verstand er als Begründung der Erkenntnis – deswegen die Bezeichnung als genetische Epistemologie oder genetische Erkenntnistheorie.
Generell versucht die genetische Epistemologie die Entwicklung wissenschaftlicher Erkenntnis in Anlehnung an die Biologie zu erklären. Piaget sah kognitive Mechanismen im Wesentlichen als Fortsetzung organischer Regulation der Interaktion von Organismen mit ihrer Umwelt. Er ist damit ein Vertreter des Naturalismus, allerdings eines reflektierten Naturalismus. In Piagets eigenen Worten: „Der Leser wird also eine Epistemologie vorfinden, die naturalistisch sein will, ohne in den Positivismus zu verfallen, die die Aktivität des erkennenden Subjekts betont, ohne idealistisch zu werden, und die sich auf das Objekt abstützt, obwohl sie es nur in der Grenze erreichbar betrachtet und als unabhängig von uns existierend, obwohl es uns nie vollständig zugänglich sein wird.“
Piagets Erkenntnistheorie ist außerdem empirisch. Hiermit wendete er sich gegen abstrakte philosophische Positionen, die er sowohl im Positivismus als auch im Apriorismus sah, während er sich dem Operationalismus Percy Bridgmans, aber auch der neukantianischen Erkenntnistheorie Paul Natorps verbunden sah.
Zu den Grundannahmen der Epistemologie Piagets gehört, dass der Mensch als offenes System
- einen aktiven Austausch mit der Umwelt sucht und
- durch Selbstregulierung ein Gleichgewicht mit der Umwelt anstrebt.

## Bausteine der Erkenntnistheorie

### Schemata oder Strukturen

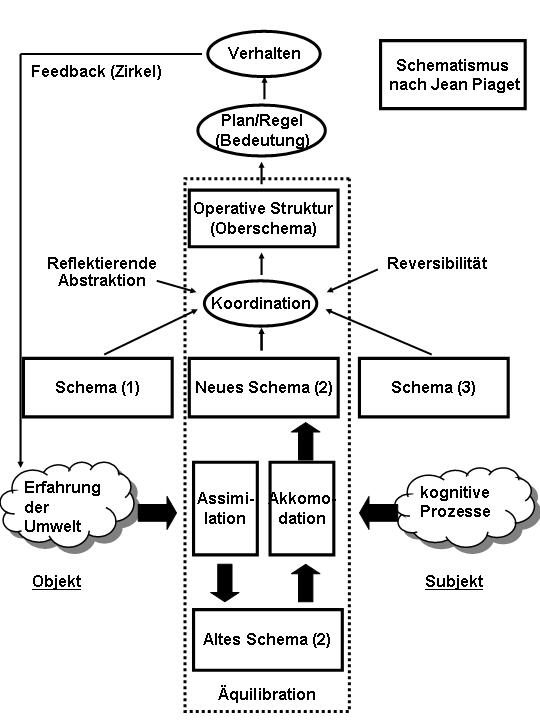
Illustration des Konzepts des Schematismus bei Jean Piaget

Schemata oder Strukturen sind in der genetischen Epistemologie geordnete Denk- und Verhaltensmuster, die als Handlungsregeln dazu dienen, „die Welt zu erfahren“. Das neugeborene Kind verfügt über wenige, einfache Schemata wie den Saugreflex oder den Greifreflex. Im aktiven Umgang mit der Umwelt entwickelt es zunehmend komplexere und abstraktere Schemata. Diesem Prozess liegt ein Wechselspiel von Assimilation und Akkommodation zugrunde, das jeweils darauf ausgerichtet ist, ein Gleichgewicht (eine Äquilibration) in Form eines neuen Schemas herzustellen. Begegnet der Mensch etwas Neuem, versucht er diese Erfahrung zu assimilieren, indem er sie seinen vorhandenen Schemata zuordnet und diese hierdurch erweitert. Funktioniert die Einpassung nicht, versucht er seine Schemata der Erfahrung (dem Objekt) anzupassen und auf diese Weise ein Gleichgewicht herzustellen. Diese Akkommodation führt zur Veränderung oder Ausdifferenzierung bestehender Schemata. Ungleichgewichte und Akkommodation sind daher im Zusammenspiel ein Motor der Erkenntnisentwicklung.
Der Begriff es Schemas umfasst dabei Strukturen vom Reflex oder der Gewohnheit bis hin zu abstrakten wissenschaftlichen Konzepten. „Das Konzept des Schemas bildet also gleichsam das Leitmotiv, das die physiologischen Reiz-Reaktions-Zyklen über die Ebene des konkreten Verhaltens mit der Stufe der Erkenntnis und das abstrakten Denkens verbindet.“
In empirischen Untersuchungen hat Piaget mit seinen Mitarbeiterinnen und Mitarbeitern eine Vielzahl von Schemata beschrieben und für viele eine stufenförmige Konstruktion nachgewiesen, d. h. eine fixe und logisch rekonstruierbare Reihenfolge ihrer Entwicklung. Diese Beobachtungen setzte er in einem entwicklungspsychologischen Phasen- oder Stufenkonzept um, das als Theorie der kognitiven Entwicklung nach Piaget bekannt geworden ist.

### Interaktionismus
Grundsätzlich ist Piagets Ansatz interaktionistisch, d. h. geht davon aus, dass Organismen aktiv mit ihrer Umwelt interagieren. Die Weltsicht am Anfang der kognitiven Entwicklung bezeichnet er allerdings als adualistisch oder nicht dualistisch, weil seine Untersuchungen nahelegen, dass Säuglinge weder eine bewusste Vorstellung von sich noch eine von äußeren Objekten haben. Sie unterscheiden deswegen zunächst noch nicht zwischen sich selbst und der Welt. Durch eine aktive kognitiven Entwicklung baut das Kleinkind die Vorstellung auf, dass Gegenstände und Raum unabhängig von ihm existieren. Dadurch beginnt es, zwischen sich und der „Außenwelt“ zu differenzieren – eine Neuerung, die so entscheidend ist, das Piaget sie mit der „kopernikanischen Wende“ – also der Ablösung des geozentrischen durch das heliozentrische Weltbild, die den Beginn des neuzeitlichen Denkens markiert – verglichen hat. Dabei lernt das Kleinkind auch seinen Körper als ein Objekt unter anderen im äußeren Raum kennen. Diese Vorstellungen baut das Kleinkind aktiv und eigentätig in Auseinandersetzung mit der Umwelt auf.
Piaget hat diese Entwicklung detailliert insbesondere an seinen eigenen drei Kindern untersucht. Ein zentrales Phänomen ist das sogenannte „permanente Objekt“ bzw. die Objektpermanenz, d. h. die Vorstellung, dass Gegenstände auch dann existieren, wenn sie nicht direkt gesehen oder berührt werden können. Piaget hat gezeigt, dass diese Vorstellung erst nach einigen Lebensmonaten aufgebaut wird, wesentlich vorangetrieben durch die aktive Koordination von Greif- und Sehschemata. Dass Kinder von Beständigkeit auszugehen beginnen, erkennt man beispielsweise daran, dass sie nach versteckten Gegenständen suchen, statt sie für inexistent zu halten. Wie aufwendig die damit verbundenen kognitiven Leistungen sind, lässt sich daraus schließen, dass die Suche beispielsweise zunächst noch abgebrochen wird, wenn ein versteckter Gegenstand unsichtbar bewegt wird. Erst in späteren Entwicklungsphasen können Kinder Bewegungen unsichtbarer Gegenstände kognitiv nachvollziehen. Diese Entwicklung ist das Ergebnis eines aktiven Austauschs – einer Interaktion – zwischen Subjekt und Objekt bzw. Kind und Umwelt.
Im Austausch mit der Außenwelt hat Piaget stabile Teilprozesse identifiziert, die er funktionelle Invarianten nennt. Dies sind Assimilation, Akkommodation, Äquilibration und reflektierende Abstraktion. Assimilation ist die Anpassung äußerer Gegebenheiten an die kognitiven Schemata, Akkommodation umgekehrt die Anpassung vorhendener Schemata an äußere Gegebenheiten. Im Prinzip entsteht hier ein Zirkel : Da „das Subjekt die Wirklichkeit nur mit Hilfe seiner Handlungen oder Einwirkung [...] kennenlernen kann“, muss es mit ihr agieren, um Wissen über Information über Gegenstände und Sachverhalte zu gewinnen. Die Ergebnisse dieser Einwirkung werden allerdings nur in dem Maße zur Kenntnis genommen, wie der Entwicklungsgrad der inneren Strukturen, der Schemata, imstande ist, sie zu verwerten.
Die kognitiven Schemata oder Strukturen sind also nicht starr; sie modifizieren sich durch Akkommodation und Assimilation sowie gegenseitige Anpassung von Schemata.

### Konstruktivismus
Weil er annimmt, dass der Prozess der Entwicklung von Schemata und komplexeren Strukturen aktiv ist, bezeichnete Piaget seine Erkenntnistheorie als Konstruktivismus. Erkenntnis entsteht durch das Handeln, indem der Organismus die Erfahrung in seine Vorstellung von der Welt durch Assimilation, Akkommodation und Äquilibration integriert. Aus dieser konstruktivistischen Auffassung haben Interpreten geschlossen, dass Piaget dem radikalen Konstruktivismus oder der evolutionären Erkenntnistheorie nahe stehe, also einen Realismus ablehne oder bestenfalls einen sehr eingeschränkten Realismus vertrete.
Dagegen steht, dass sich in Piagets Werk eine Vielzahl von Aussagen findet, die den Vorstellungen eines kritischen Realismus weit eher entsprechen. Der Inhalt der Assimilationsschemata und ihre Entwicklung in der Zeit entstehen durch die Anpassung an die Erfahrung konkreter Objekte, die einer bewusstseins- und beobachterunabhängigen Wirklichkeit entstammen. Piaget wehrte sich nur gegen Vorstellungen einer einfachen Assoziationspsychologie, die er mit dem Empirismus gleichsetzte, und ebenso gegen einen rationalistischen Nativismus, der angeborene Erkenntnisfähigkeiten unterstellt. Die Relation zwischen Realität und den konstruktiv entstandenen Vorstellungen beschrieb er als Isomorphismus. Konstruktive Erkenntnis war für Piaget stets adaptiv. Dabei spielt die Tatsache eine Rolle, dass es in der Erkenntnisentwicklung regelmäßig zu Konflikten der Erfahrung mit den vorhandenen Schemata kommt, die erst durch Akkommodation aufgelöst werden können.
„[Das Erkenntnisproblem] reduziert sich auf die Frage, wie das Subjekt zunehmend fähig wird, Objekte adäquat zu erkennen, das heißt, wie es zur Objektivität gelangt. Diese ist nämlich keine ursprüngliche Eigenschaft, wie es die Empiristen annehmen; vielmehr beruht ihr Erwerb auf einer Reihe aufeinanderfolgender Konstruktionen, die eine immer größere Annäherung an die Objektivität darstellen.“
Die Objektivität der Repräsentation der Wirklichkeit ist wie die Schemata selbst, von denen sie abhängt, einem Wandel unterzogen, den man auch in der kognitiven Entwicklung untersuchen kann. Objektivität ist nach Piaget „ein Prozeß und kein Zustand“. Piaget sah in dem Prozess zwei komplementäre Mechanismen, nämlich „Dezentrierung“ einerseits und „approximierende Rekonstruktion“ andererseits. Diese Mechanismen greifen ineinander, lassen sich aber getrennt darstellen.

### Dezentrierung
Weil Menschen Piaget zufolge die Umwelt nur kennenlernen können, indem sie aktiv auf sie einwirken, ist eine subjektive Beteiligung die Grundvoraussetzung eines jeden Erkennens. Deshalb geht es in der Frage nach der Objektivität nicht darum, ob das Subjekt am Entstehen der Kenntnisse der Umwelt beteiligt ist, sondern inwiefern diese Beteiligung verzerrt.
Piaget nutzt hierfür das Begriffspaar Zentrierung-Dezentrierung. Die Zentrierung drückt aus, dass der Mensch nur über begrenzte Mittel, also die sich entwickelnden Instrumente des Austausches, verfügt, um in Kontakt mit der Umwelt zu treten. Die besonderen Eigenschaften dieser Instrumente spiegeln sich in seiner Erfahrung der Umwelt wider. Diese einseitige Aufnahme der Umwelt nennt Piaget egozentrisch, denn die Umwelt wird unbewusst entsprechend dem eigenen Entwicklungsstand erfasst. Zu Anfang seiner Forschung verwendete Piaget den Begriff Egozentrusmus, hat ihn später aber zunehmend durch den von ihm geprägten Begriff Zentrierung ersetzt.
Dezentrierung bezeichnet die im Verlaufe der Erkenntnisentwicklung zunehmende Fähigkeit des Subjektes, „den Blickwinkel anderer Subjekte oder den Standpunkt von Objekten einzunehmen.“ Die Dezentrierung verläuft nicht geradlinig, sondern zyklisch. Piaget scheint mehrmals zwischen einer linearen und einer zyklischen Entwicklung hin- und hergeschwankt zu sein, ehe er sich in den späteren Arbeitsphasen festgelegt hat. Zu Beginn eines neuen Stadiums der kognitiven Entwicklung entsteht jeweils eine Zentrierung auf, die gegen Ende einem dezentrierten Zustand weicht. Obwohl sich dieser Zyklus auf jedem neuen Stadium wiederholt, zeichnet sich über die gesamte Entwicklung vom sensomotorischen bis zum formal operationellen Stadium ein Fortschritt in der Dezentrierung ab. Piaget vergleicht den Fortschritt der Dezentrierung deshalb mit einer Spirale.
Zwei Mechanismen sind beteiligt an der spiralförmigen Entwicklung der Dezentrierung: die sogenannte reflektierende Abstraktion und die Äquilibration. Die „reflektierende Abstraktion“ bezieht sich auf die Fähigkeit, Strukturen auf eine neue Verständniseebene zu bringen und dabei in eine höhere Struktur zu integrieren. Die reflektierende Abstraktion hebt somit einen kognitiven Inhalt von einer Stufe auf eine höhere und gibt ihm dabei eine neue Form; sie verfährt dabei konservierend.
Diese Veränderung von Strukturen ist nicht ohne Folgen. Sie muss sowohl nach innen (andere Strukturen) als auch nach außen (Umwelt) ins Gleichgewicht gebracht werden. Dafür ist der Prozess der Äquilibration zuständig.

### Approximierende Rekonstruktion
Dieser Terminus soll zunächst zum Ausdruck bringen, dass im Zuge der Dezentrierung eine Transformation der Wirklichkeitsrepräsentation stattfindet. Die Transformation hat ihren Ursprung in der gegenseitigen Assimilation von Schemata, somit geht eine Reorganisation oder Neukomposition der ursprünglichen Repräsentation ausschließlich aus inneren Strukturen hervor. Die Rekonstruktion ist jedoch nicht willkürlich bezüglich der Erfahrung; sie entsteht in Einvernehmen mit der Erfahrung. Folglich in dem Maße, wie die gegenseitige Assimilation der Schemata fortschreitet, können sich die Schemata umso besser an die Gegebenheiten
akkommodieren, so dass sukzessive Konstruktionen eine immer besser werdende Annäherung an die Wirklichkeit bieten. Mit anderen Worten, die sukzessiven Entwürfe, die endogenen Ursprungs sind, versuchen den empirischen Gegebenheiten optimal Rechnung zu tragen, so dass deren Kompositionen immer besser die äußeren Gegenstände und Sachverhalte approximieren.

### Wahrnehmung
Entgegen der weit verbreiteten Meinung, dass die Augen wie Fenster seien, deren Läden man nur aufschlagen brauche, um das präformierte Bild der Außenwelt hineinströmen zu lassen, ist nach Piaget Wahrnehmung eine Konstruktion. Sie ist dabei in zweierlei Hinsichten eine Konstruktion: zum einen hinsichtlich der Entstehung, denn die Größen- und Formkonstanz, Raum und Objektpermanenz sind beispielsweise nachweisbare Stationen in der Entwicklung der visuellen Wahrnehmung; zum anderen hinsichtlich des Funktionierens, denn jede Wahrnehmung wird augenblicklich nach Regeln konstituiert.
Die spontane Konstruktion der Wahrnehmung erfolgt nach „Kompositionsprinzipien“, die Feldeffekten, d. h. einer „Verformung der Teile mit Funktion des Ganzen“, gleichkommen. Sie bewirken eine systematische Verzerrung in der Bildung des Wahrnehmungsbildes. Das liegt daran, dass der Blick nur der Reihe nach einen Punkt anvisieren kann, den er systematisch vergrößert, während er zugleich die umgebenden Elemente verkleinert. Dazu spielt die Auswahl der anvisierten Punkte einer Figur eine Rolle, denn obwohl die „Figur als solche […] die Wahl eines optimalen Fixierungspunktes [bewirkt], der so wenig Deformation wie möglich verursacht“, weist das Wahrnehmungsfeld eine systematische Deformation auf. Die systematische Natur dieser Deformation macht die Verzerrung dieses Feldes zugänglich für Wahrscheinlichkeitsrechnungen. Daher nennt Piaget solche Kompositionen „Wahrscheinlichkeitskombinationen“. Zuweilen nennt er sie auch „irrational“ denn, wie die Wahrnehmungstäuschungen zur Genüge zeigen, gehorchen die Kompositionen den Gesetzen der Logik nicht.
Dass die Wahrnehmungstäuschungen trotz der Entrüstung der Logik in ihrer Wirkung das ganze Leben hindurch kaum nachlassen, zeugt einerseits von deren Unabhängigkeit von der Logik, andererseits von den statischen Kompositionsgesetzen. Das heißt allerdings nicht, dass man sich mit der Verzerrung abfinden müsste. Das Wahrnehmungsfeld ist nämlich deshalb dem Gegenstand nicht adäquat, weil der Blick von sich aus zwar den optimalen, aber nur kleinen Ausschnitt der möglichen Fixierungspunkte anvisiert. Dies nennt Piaget „Zentrierung“. Das Mittel zur Beseitigung der Deformation scheint auf der Hand zu liegen: Man lenke den Blick systematisch auf die übrigen Punkte, bis der Gegenstand vollständig erschlossen sei. Der Haken dabei wäre jedoch, dass jeder Blick erneut eine Verzerrung durch Feldeffekte aufweisen würde, so dass man anstelle eines adäquaten Wahrnehmungsbildes nur eine deformierte Ansicht gegen eine andere tauschen würde. Die Bedingung also dafür, dass ein aktives Abfahren einer Figur mit dem Blick zum Ausgleich einer Deformation beiträgt, ist, dass die Wahrnehmungsbilder nicht diskret bleiben, sondern dass sie aufeinander wirken. Das gewährleistet die „Wahrnehmungsaktivität“.

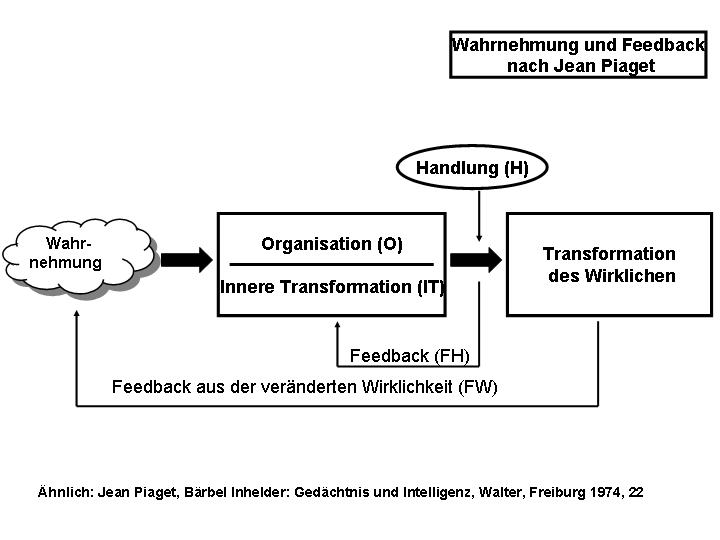
Wahrnehmung und Feedback bei Jean Piaget

Indes bleibt die ursprüngliche Wahrnehmung durch die Wahrnehmungsaktivität nicht unverändert; Piaget ist der Auffassung, dass die Rückstrahlung der Wahrnehmungsaktivität die ursprüngliche Wahrnehmung bereichert. Dies geschieht, indem die perzeptive Aktivität „Wahrnehmungsschemata“, die Piaget zufolge eine Verlängerung der im Handeln bereits wirksamen, koordinierenden Aktivität sind, erarbeitet, die es erlauben, Elemente des sinnlichen Gehalts der Wahrnehmung, von Piaget als „figurale“ bezeichnet, aufzugreifen und ihnen eine Bedeutung zu verleihen. Diese Konstruktion ist im Grunde ein Akt des Erkennens in der Wahrnehmung.
Nach dem produktiven Akt des Erkennens gewinnen die figuralen Elemente fortan „Indiz“-Charakter, dennoch nicht in dem üblichen Sinn, dass sie eine innere Repräsentation eines außenstehenden, präformierten Gegenstandes seien, sondern indem sie auf ihr sinnstiftendes Schema hindeuten. Indes ist die Beziehung Zeichen–Schema reziprok: die figuralen Elemente weisen als Zeichen auf das Schema, während die Assimilation an das Schema sie in ein Netz „virtuelle[r] Beziehungen“ einlässt, die ihnen erst eine Bedeutung zuweisen. Piaget illustriert das Verhältnis zwischen Indiz und Schema am Beispiel eines Würfels: Diesen kann man nur aus einem Blickwinkel betrachten. Durch die Assimilation an das Schema eines Würfels wird diese Ansicht der Gesamtheit der möglichen Perspektiven auf den Würfel zugeordnet, somit wird sie erst zu einer Perspektive dieses Würfels. Indes ist sie pars pro toto Zeichen für den ganzen Würfel – es gibt momentan in der figuralen Wahrnehmung nur diese Ansicht – geworden, denn sie impliziert durch die Assimilation an das Schema die ganzen Perspektiven, die jederzeit aktualisiert werden könnten. Piaget äußert sich zu dem Komplex aus Zeichen, Wahrnehmungsschema und perzeptiver Aktivität folgendermaßen:

„Sie [die Wahrnehmung] ist das Zeichen eines Wahrnehmungsschemas, das die Bedeutung des wahrgenommenen Objekts ausmacht, eine Bedeutung, die die sinnlichen Elemente übersteigt, da sie sich an die virtuellen Beziehungen anlehnt, die die perzeptive Aktivität im Hinblick auf die betrachtete Wahrnehmung ausbilden könnte.“

### Repräsentation
Repräsentationen entstehen nach Piaget durch das Hervorrufen (die Evokation) von Symbolen nicht anwesender Realitäten. Im Gegensatz zu traditionellen Repräsentationstheorien des Erkennens, bei denen die Repräsentation als Abbild sich zwischen die Außenwelt der Gegenstände und die Innenwelt der Vorstellungen schaltet, kommt ihr in der genetischen Epistemologie eine wichtige, dennoch dem Erkennen nebensächliche, Rolle zu. Für Piaget bietet die semiotische Funktion, sei es in der Sprache als Zeichen oder in der bildlichen Vorstellung als Symbol – das im Unterschied zum Zeichen dem bezeichneten Gegenstand ähnelt –, lediglich ein Hilfsmittel an, das schon Erkanntes repräsentiert. Somit ist sie für die Manipulation, flexible Anwendung und Speicherung des Wissens, also für die Handhabe und Verfügbarkeit der Erkenntnisse, unentbehrlich; sei jedoch nicht für den Erkenntnisakt selbst bestimmend.
Die semiotische Funktion hat ihren Ursprung in der Nachahmung und ist im Grunde eine Internalisation externer motorischer Imitationen. Mit dem französischen Ausdruck intérioriser bezeichnet Piaget jedoch zwei unterschiedliche Funktionen, so dass Furth vorschlug: „Wir können »interiorise« (interiorisieren) für die funktionelle Dissoziation zwischen allgemeinen Erkenntnisschemata und externem Inhalt gebrauchen und »internalise« (internalisieren) für die realen Abschwächungen imitativer Bewegungen, die Piaget zufolge zu inneren Bildern oder zu innerer Sprache führen.“ Entsprechend dem figurativen und dem operativen Aspekt einer Repräsentation, gibt es zwei Quellen, aus denen sie sich speist: Einerseits, wie bei der Wahrnehmung, entspringt das Figurative der akkommodativen Aktivität, anderseits bekommt sie eine Bedeutung durch Anlehnung an den operativen Erkenntnisakt. Demnach entsteht eine Repräsentation, indem internalisierte figurative Elemente das Material bereitstellen, das erst durch die Assoziation mit einem Schema eine Bedeutung bekommt. Die Repräsentation bildet dabei den Signifikator, während das Schema als Signifikant fungiert.

### Denken
Der Terminus Operation dient bei Piaget als Synonym für Denken, das bei ihm ein Verhalten ist. Im Unterschied zum sensomotorischen Verhalten, das sich in mit dem Körper ausgeführten Akten manifestiert, ist Denken jedoch Piaget zufolge interiorisiertes Verhalten.
Die deduktive Natur der Mathematik und Logik macht noch einen weiteren Unterschied zum sensomotorischen Verhalten ersichtlich: das Resultat eines Denkaktes liegt nicht außerhalb des Denkens. Um den Erfolg oder Misserfolg einer materiellen Handlung zu beurteilen, bedarf es der Rückmeldung der Sinne, dahingegen ist das Ergebnis eines Denkaktes unmittelbar einsichtig, weil es im Denken schon vorweggenommen wird. Kybernetisch gesprochen, bilden die logisch-mathematischen Operationen somit vollkommene Rückkoppelungen.
Jeder Akt hat nach Piaget zwei Aspekte: Einerseits weist er bestimmte Besonderheiten auf, welche die Adaptation der Ausführung an die herrschenden Bedingungen widerspiegeln; abgesehen von den Besonderheiten jedoch, gibt es anderseits einen Aspekt, der sich auf ähnliche Situationen übertragen lässt. Der letzte Aspekt ist der generalisierbare Teil des Verhaltens, der interiorisiert wird, und bildet die Grundlage des Denkens. Die Interiorisierung bewirkt demnach die Ablösung der generalisierbaren Form vom besonderen Inhalt. Mit Hilfe der nachstehenden Mechanismen gipfelt diese Entwicklung der kognitiven Strukturen in den allgemeinen Formen der Mathematik und Logik. Einerseits ist dies möglich, weil das Objekt des Denkens den Denkstrukturen innewohnt. Indem das Denken die Resultate der Einwirkung an seine Schemata assimiliert, konstituiert es Objekte des Denkens. Somit transformiert das Denken die Dinge der Welt in Dinge des Denkens, mit denen es einsichtig hantieren kann. Andererseits hängt dies mit dem Hauptmerkmal der Operationen, nämlich der Reversibilität, zusammen. Insofern eine Transformation und ihre Umkehrung zeitgleich in eine Operation vereint werden, befreit sie sich von der Bindung der materiellen Handlungen an der Kausalität sowie dem Nacheinander der Zeit.

### Gedächtnis
Das Thema des Gedächtnisses ist für Piaget – ganz im Gegensatz zur Psychologie – eher ein Nebenthema. Es ist kein von Erkenntnis unabhängiges Speichermedium. Er betrachtete das Gedächtnis vielmehr als einen Baustein im Gefüge der Erkenntnisentwicklung, der die gesamte kognitive Struktur widerspiegelt, indem er erhaltene Schemata reaktiviert. Gedächtnis in diesem Sinn „ist eine Form der vor allem figurativen Organisation, die sich auf die gesamte Schematik der Intelligenz stützt.“ Wenn die Wahrnehmung „Interpretation durch Assimilation an sensomotorische Schemata (Aktionsschemata) oder begriffliche und vorstellungsmäßige, praeoperative und operative Schemata“ ist, so ist „im Gedächtnis eine gewisse Aktualisierung zu sehen, die eine Erhaltung der ganzen Vergangenheit oder zumindest dessen impliziert, was aus der Vergangenheit des Subjekts in den gegenwärtigen Aktionen oder Erkenntnissen verwendbar ist.“ Innere Bilder sind „die innere Verlängerung einer akkommodativen Nachahmung, […] die Bedeutung vermittelt.“
Piaget unterschied grundsätzlich zwischen Gedächtnis im weiteren Sinn und Gedächtnis im engeren Sinn. Ein sehr weiter Begriff ergibt sich aus der Biologie, in der „jede Erhaltung der Ergebnisse eines organischen Lernens oder eine organische Angewöhnung Gedächtnis“ genannt wird. Im weiteren Sinn ist Gedächtnis die „Erhaltung von Schemata“, die auch die Reproduzierbarkeit erworbener Denk- und Verhaltensmuster wie Schreibmaschine schreiben oder Fahrrad fahren beinhaltet. „Die operativen Strukturen eines Erwachsenen, z. B. Zahlen, Raumkoordinaten oder Zeitbegriffe, werden nicht erinnert, sondern sind einfach da und bei passender Gelegenheit verfügbar.“ Enger gefasst, beinhaltet Gedächtnis „die Erhaltung der Gewohnheiten oder der Lernergebnisse als auch die Evokation der Erinnerungsbilder oder bloße Wiedererkennungsphänomene.“ Dies ist das Erinnern an Objekte oder Ereignisse aus der eigenen Vergangenheit, die in der eigenen Biografie eine Rolle gespielt haben. Piaget unterteilte das Erinnern nochmals in Wiedererkennen (Rekognition), das an die Wahrnehmung gebunden ist, und das Sich-in-Erinnerung-Rufen (Evokation), bei dem das Erinnerte aktiv erzeugt wird. Erinnerungen dieser Art sind nicht notwendig an visuelle Bilder gebunden. Da sie auf Rekonstruktion beruhen, sind alle Formen der Erinnerung mit Irrtümern behaftet. Das liegt u. a. auch daran, dass stets bereits Assimilation und Akkommodation eine interpretierende Anpassung an die erkannte Wirklichkeit sind.
Als wesentliche Merkmale des Gedächtnisses hob Piaget folgende Punkte hervor:
- Gewohnheit setzt die Wiedererkennung bestimmter Anzeichen (indices) voraus. Gewohnheit bezieht sich sowohl auf die Erhaltung sensomotorischer Schemata als auch auf die Wiedererkennung perzeptiver Anzeichen, die über ein Schema mit einer Bedeutung verknüpft sind.
- Das Gedächtnis umfasst die Erhaltung oder Aktualisierung aller anderen Aktions-, Erkennungs oder Operationsschemata.
- Als Erhaltung bezieht sich Gewohnheit auf Erinnerungsbilder (einmalig), auf wiederholungsfähige Vorgänge (Übung) und auch auf logische Klassifikationen.

In seinen entwicklungspsychologischen Untersuchungen arbeitete Piaget heraus, dass sich die Art und die Qualität der Erinnerung in den verschiedenen Entwicklungsstadien verändern. So ist im Fall der Reihenbildung (Experiment: 10 unterschiedliche, der Größe nach geordnete Stäbe) die Rekonstruktion bei Kindern der 1. Stufe nach sieben bis acht Monaten deutlich besser als eine Woche nach Vorstellung des Musters. Die Erinnerung kann sich damit im Lauf der Zeit präzisieren, wenn in dieser Zeit im Zuge der Entwicklung neue logische Einsichten gewonnen wurden. Bei Kindern in der dritten Entwicklungsstufe entstehen im genannten Beispiel bei der Wiedergabe kaum noch Fehler. Ein anderes Erinnerungsbeispiel ist das Abzeichnen einer schräg gelagerten Rotweinkaraffe. Während in der Wiederholung ohne Vorlage nach einer Stunde die Qualität der Wiedergabe noch recht gut war, wurde sie nach einer Woche deutlich schlechter. Vor allem bei Kindern im Alter von 8 – 9 Jahren trat bei der erneuten Wiederholung nach sechs Monaten eine deutliche Verbesserung ein. Der Spiegel der Flüssigkeit wurde nun viel öfter nicht mehr schräg, sondern waagerecht gezeichnet. Die Kinder zeichneten nun in der Interpretation Piagets weniger das Figurative, was sie gesehen hatten, sondern das, was sie beim Sehen verstanden hatten. Durch einen Fortschritt in der Erkenntnisentwicklung veränderte sich auch die Qualität der Erinnerung.

## Intelligenz
Piaget betrachtete er Intelligenz als einen „Sonderfall der biologischen Anpassung.“
„Die Intelligenz ist Anpassungsverhalten. Um ihre Beziehungen zu den Lebenserscheinungen im allgemeinen zu erfassen, müssen wir also die Relationen präzisieren, die zwischen dem Organismus und seiner Umwelt existieren.“
Sie ist vielmehr eine Fähigkeit, Probleme im Zusammenspiel mit der Umwelt lösen zu können, wobei Piaget sich vor allem für Erkenntnisprobleme interessiert hat. Die Intelligenz verändert sich im Verlaufe der Entwicklungsstadien der Menschen. Intelligenz ist damit keine feste Größe, die man anhand einer systematischen Analyse in einem Intelligenztest ermitteln kann. Die Frage der Messung von Intelligenzunterschieden hat Piaget – mit Ausnahme von ganz frühen Untersuchungen – nicht interessiert.
Wie in psychologischen Intelligenztheorien sind für Piagets Verständnis von Intelligenz die Inhalte des Denkens weniger relevant sind als Strukturen und Funktionen. Entsprechend seiner Stadientheorie der Entwicklung des menschlichen Erkennens unterscheidet er zwischen der sensomotorischen, der präoperationalen, der konkretoperationalen und der formaloperationalen Intelligenz.
Die mentalen Prozesse, die diese Entwicklung bestimmen (Assimilation, Akkommodation, Äquilibration, reflektierende Abstraktion und Dezentrierung), sind eine Funktion des menschlichen Organismus, um sich in der Umwelt zu orientieren und auf ihre Einflüsse zu reagieren. Dabei beschrieb Piaget Intelligenz als „die Gleichgewichtsform, zu der alle Strukturen streben.“
„Unsere Auffassung hebt vor allem die wesentliche Rolle der Intelligenz im Leben des Geistes und des Organismus hervor; als beweglichste und gleichzeitig dauerhafteste Gleichgewichtsstruktur des Verhaltens ist die Intelligenz ein System von lebendigen und aktiven Operationen. Sie ist die höchste Form der geistigen Anpassung an die Umwelt, das unentbehrliche Instrument der Verbindung zwischen Subjekt und Welt, sobald diese Verbindung die unmittelbaren und augenblicklichen Kontakte überschreitet und einen räumlich und zeitlich ausgedehnten und dauerhaften Charakter annimmt.“

## Ebenen der Erkenntnisentwicklung
„Wir bezeichnen jede psychgenetische und historisch-kritische Erforschung der Arten des Anwachsens der Erkenntnis als spezielle genetische Erkenntnistheorie, solange sie sich auf ein Bezugssystem stützt, das durch den Bestand des Wissens im betreffenden Moment gegeben ist. Wir sprechen hingegen von allgemeiner genetischer Erkenntnistheorie, wenn das Referenzsystem selbst in den genetischen oder historischen Prozess einbezogen ist, den man studieren will.“

### Spezielle genetische Erkenntnistheorie
Die entwicklungspsychologischen Untersuchungen, denen die Kinder unterzogen werden, zielen auf den Erwerb von etabliertem Wissen unterschiedlicher Fachbereichen ab. D. h., sie setzen die geltende wissenschaftliche Repräsentation der Wirklichkeit als Bezugsrahmen immer voraus und untersuchen lediglich die Konstruktion derselben bei Kindern. Derart psychologischer Untersuchungen bezeichnet Piaget als spezielle genetische Erkenntnistheorie, und sie gehören epistemologisch zu der Kategorie der Adäquationstheorien, da die Repräsentation, die als objektive Wirklichkeit gilt, die präformierte Grenze eines Annäherungsprozesses bildet.
„Die kognitiven Prozesse erscheinen [...] als die Resultante der organischen Selbstregulierung, deren Hauptmechanismen sie reflektieren, und als die differenziertesten Organe dieser Regulation der Interaktion mit der Außenwelt.“

### Allgemeine genetische Erkenntnistheorie
Während die spezielle genetische Epistemologie ein objektives Referenzsystem voraussetzt, ist es zugleich offensichtlich, dass dieses System selbst ein Produkt des Erkennens ist. Dass es keine Erkenntnisse außerhalb des Erkennens gibt, muss jedoch einer allgemeinen genetischen Erkenntnistheorie Rechnung tragen; ihr obliegt es deshalb, das vermeintlich unveränderliche Referenzsystem in die genetisch-historischen Prozesse des Erkennens einzubeziehen. Also aus der Warte der allgemeinen genetischen Erkenntnistheorie gibt es im Gegensatz zu der speziellen genetischen Epistemologie keine objektive, unveränderliche Realität.
„Allerdings sieht sich auch eine methodisch ebenso radikal-relativistische Erkenntnistheorie wie die allgemeine genetische Analyse gezwungen, noch von Objekt und Subjekt zu sprechen, denn diese zwei Pole der Erkenntnis finden sich bis in die extremsten idealistischen oder realistischen Positionen wieder [...]“
Da das Wachstum des gesamten Wissensschatzes auf dem Fortschritt der einzelnen Wissenschaften beruht, bedient sich die allgemeine genetische Epistemologie einer Verallgemeinerung der Methode der speziellen genetischen Erkenntnistheorie, um die allgemeinen Evolutionsgesetze des anwachsenden Gesamtwissens herauszustellen.
Selbstverständlich bleiben auch die Ergebnisse dieser Methode relativ zum Entwicklungsstand der Erkenntnisse. Wenngleich eine Extrapolation der Evolutionsgesetze in die Zukunft deswegen ausgeschlossen ist, kann man Piaget zufolge im Nachhinein die Evolutionsgesetze, die bis in die Gegenwart am Werk sind, ermitteln.

#### Zirkel des Erkennens
Die Abhängigkeit einer Wahrheit vom Niveau des Denkens, die aus dieser Verallgemeinerung der Erkenntnistheorie resultiert, trägt der Zirkularität jedes Erkenntnisakts Rechnung. Diese besteht darin, dass jede neue Erkenntnis wie auch jede Theorie der Erkenntnis nur aufgrund von Vorwissen gewonnen werden kann:
„Die psychologischen Erklärungen beziehen sich früher oder später auf diejenigen der Biologie, diese beruhen ihrerseits auf denjenigen der Physik und der Chemie, die physikalischen Erklärungen stützen sich auf die Mathematik, und die Mathematik und die Logik können sich nur auf die Gesetze des Geistes berufen, die das Untersuchungsobjekt der Psychologie bilden. Überdies bemerkt man, daß dieser Zirkelschluß die Erweiterung der Psychologie [...] zur genetischen Erkenntnistheorie nach sich zieht: Die Mathematik beruht tatsächlich nicht auf der Psychologie als solcher. [...] Die Mathematik beruht auf einer Menge von grundlegenden Operationen, von denen das naive Bewußtsein lediglich Kenntnis nimmt, während sie durch die kritische Reflexion [...] systematisch untersucht werden.“
Wenngleich der Zirkel des Erkennens einen absoluten Anfang des Erkennens unmöglich macht, bedeutet es Piaget zufolge nicht, dass Erkennen auf einen Zirkelschluss hinausläuft. Er stellt sich vor, dass das Wissensvorschub nach und nach eingeholt wird, indem die Erkenntnisse der unterschiedlichen Wissenszweige zunehmend ein selbst stützendes Gesamtsystem bilden:
„Je mehr sich dieser Kreis [...] ausdehnt, desto mehr gestatten die beobachteten Konvergenzen in wachsendem logischen Zusammenhang die Gewißheit zu finden, dass der Kreis kein Zirkelschluss ist.“

#### Strukturalismus
Der Begriff der Struktur ist als Element der allgemeinen Erkenntnistheorie zentral für die späteren Arbeiten Piagets. Eine Struktur hat für ihn die grundlegenden Eigenschaften Ganzheit, Transformation und Selbstregulierung. Das besondere der Ganzheit ist, dass sie Eigenschaften aufweist, die in den Eigenschaften ihrer Elemente nicht enthalten sind. Ganzheiten beruhen nicht auf der Addition atomistischer Assoziationen (Empirismus). Umgekehrt kann man aus den Eigenschaften der Ganzheit nicht auf die Eigenschaften der Elemente schließen (Apriorismus). Vielmehr ist das Ganze durch die Beziehungen und Gesetze des Zusammenwirkens seiner Elemente bestimmt. Piaget fasst Strukturen als offene Systeme auf, die sich ständig genetisch entwickeln. Eine Struktur ist eine Momentaufnahme, die im Begriff ist, sich nach den ihr innewohnenden Transformationsregeln in eine neue Struktur zu verwandeln. Als Ganzheit hat eine Struktur zugleich eine gewisse Abgeschlossenheit mit der Tendenz zur Selbsterhaltung. Transformationen führen nicht zur Selbstauflösung, sondern bewegen sich innerhalb der Grenzen des Systems und bewahren das System als solches, auch wenn dies die Erneuerung und Erweiterung seiner Elemente bedeuten kann.
Wichtig ist Piaget die Unterscheidung von Strukturen und Funktionen. Ohne Transformationen würden Strukturen statisch bleiben. Zur Dynamisierung erhalten Strukturen Funktionen, die der aktiven Regelung dienen. In Bezug auf seine eigene spezielle Epistemologie sind dies die Funktionen Assimilation, Akkommodation und Äquilibration, durch die die Strukturen (Schemata und Kombinationen von Schemata) in einem kontinuierlichen Prozess einem Wandel unterworfen werden, der mit der in ihm enthaltenen Tendenz zur Gewohnheit zugleich einen Mechanismus zur Erhaltung (Selbstregulierung) enthält.
Der Strukturalismus, wie ihn Piaget verstand, ist keine Doktrin, sondern eine Methodik, mit der man eine Gesamtheit von heterogenen Tatsachen integrieren und durch die Herstellung von neuen Beziehungen neue Fragen aufwerfen kann. Um die Wirksamkeit seiner Auffassung aufzuzeigen, diskutierte Piaget sein Konzept der Strukturen in den Bereichen der Mathematik (Bourbaki), der Logik (Kleinsche Vierergruppe), der Physik (Kausalität als Modellannahme) oder der Organismen (Homöostase, Embryogenese bei Waddington). Kritisch setzte er sich mit Strukturalismen in der Linguistik (Chomsky), in der Semiotik (Saussure und dessen Schüler Strauss) auseinander und schließlich auch mit den Philosophen Althusser (Strukturalisierung des Marxismus) und Foucault, dem er einen Strukturalismus ohne Strukturen vorhielt.

## Wirkung
Während Piaget als Entwicklungspsychologe sehr bekannt wurde und sein Werk zur kognitiven Entwicklung von Kindern in zahlreiche Lehrbücher eingegangen ist, hat es die genetische Epistemologie nicht zu nachhaltiger Wirkung gebracht. In der deutschen Literatur gibt es immer wieder erkenntnistheoretische Auseinandersetzungen mit der genetischen Epistemologie oder allgemeiner mit der Idee einer evolutionären Erkenntnistheorie, aber nicht einmal die Grundidee der empirischen Erkenntnistheorie ist allgemein akzeptiert.

## Werke Piagets
gesammelte Werke bei Klett-Cotta
- 1: Das Erwachen der Intelligenz beim Kinde
- 2: Der Aufbau der Wirklichkeit beim Kinde
- 3: Die Entwicklung des Zahlbegriffs beim Kinde (mit Alina Szeminska)
- 4: Die Entwicklung der physikalischen Mengenbegriffe beim Kinde (mit Bärbel Inhelder)
- 5: Nachahmung, Spiel und Traum
- 6: Die Entwicklung des räumlichen Denkens beim Kinde (mit Bärbel Inhelder)
- 7: Die natürliche Geometrie des Kindes (mit Bärbel Inhelder und Alina Szeminska)
- 8: Die Entwicklung des Erkennen. Band I: Das mathematische Denken
- 9: Die Entwicklung des Erkennen. Band II: Das physikalische Denken
- 10: Die Entwicklung des Erkennen. Band III: Das biologische Denken. Das psychologische Denken. Das soziologische Denken

weitere Titel
- Biologie und Erkenntnis. Über die Beziehung zwischen organischen Regulationen und kognitiven Prozessen. übersetzt von Bärbel Erdmann. S. Fischer, Frankfurt 1974. (frz. Biologie et connaissance. Paris 1967)
- Abriß der genetischen Epistemologie. übersetzt von Fritz Kubli, Einführung von Fritz Kubli. Klett-Cotta, Stuttgart 1980. (frz. L’Epistémologie génétique. Paris 1970)
- Biologische Anpassung und Psychologie der Intelligenz. übersetzt von Luc Bernard. 1. Auflage. Klett-Cotta, Stuttgart 1975 (frz. Adaptation vitale et psychologie de l’intelligence. Paris 1974)
- Einführung in die genetische Erkenntnistheorie. übersetzt von Friedhelm Herboth. 6. Auflage. Suhrkamp, Frankfurt 1996. (engl. Genetic epistemology: Woodbridge lectures [delivered at Columbia University in October of 1968]. New York 1970)
- Meine Theorien der geistigen Entwicklung. Hrsg. von Reinhard Fatke. Beltz, Weinheim 2003. (Kindler 1981) (engl. Piaget's theory. In: Paul Henry Mussen, Leonard Carmichael (Hrsg.): Carmichael's manual of child psychology., Vol. 1. New York 1970, S. 703–732.)
- Der Strukturalismus. übersetzt von Lorenz Häflinger. Walter, Freiburg 1973. (frz. Le strukturalisme, Paris 1968)
- mit Bärbel Inhelder: Gedächtnis und Intelligenz. Walter, Freiburg 1974. (frz. Mémoire et intelligence., Paris 1968)